# Fratello homo sorella bona - Nel Boccaccio superproibito
Fratello homo sorella bona - Nel Boccaccio superproibito è un film italiano del 1972 diretto da Mario Sequi.

## Trama
Chiarina di Vallefiorita, figlia del podestà, è promessa dal padre al vecchio, grasso e brutto usuraio Teobaldo de' Teobaldi. Con l'aiuto del vero padre, il priore del convento cittadino, e di alcuni falsi monaci e monache, la ragazza riesce a evitare il matrimonio e a fuggire con l'uomo amato, il finto frate San Prudenzio.